# Hieracium crebridens
Hieracium crebridens là một loài thực vật có hoa trong họ Cúc. Loài này được Dahlst. ex F.N.Williams mô tả khoa học đầu tiên năm 1902.